# Euphorbia helioscopia
Espèce
Classification phylogénétique
L'Euphorbe réveille-matin (Euphorbia helioscopia) (Euphorbe réveil-matin existe également mais peu usité et à éviter) ou Petite Éclaire ou encore Herbe aux verrues (attention à ne pas confondre avec Chelidonium majus qui porte également le même nom vernaculaire), est une espèce de plantes herbacées de la famille des Euphorbiacées. Elle est très commune en France.
Helioscopia "qui regarde le soleil", dérivé du grec, fait allusion à l'ombelle qui se déploie tôt le matin, face au soleil, d'où, aussi, le nom vernaculaire de réveille-matin.

## Description

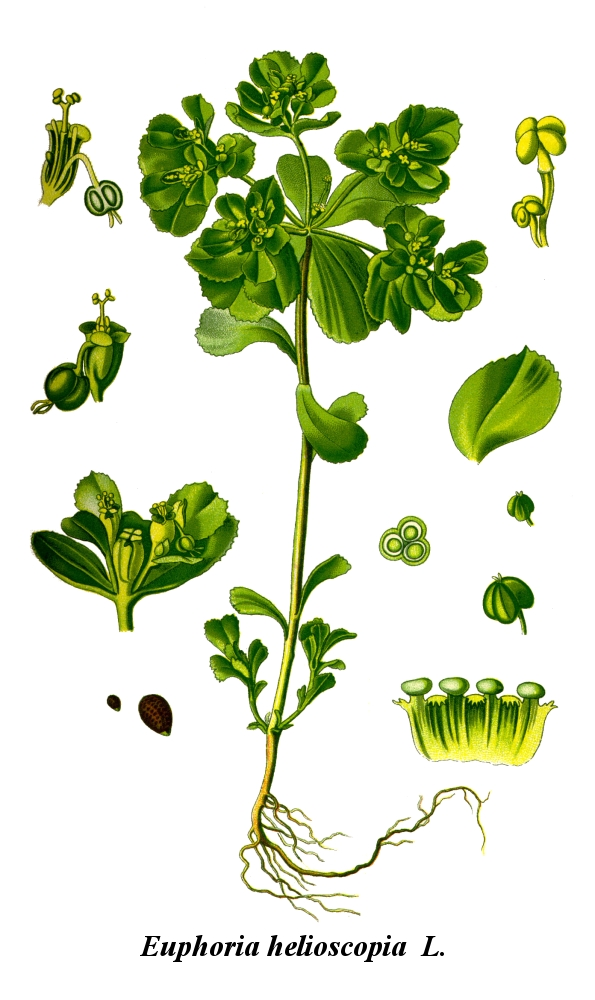
Planche.

L'euphorbe réveille-matin est une plante toxique de taille variable (10 à 50 cm), à racine pivotante, dont les fleurs se regroupent en ombelles à 5 rayons.
C'est une plante annuelle (ou bisannuelle), thérophyte.
Les feuilles, obovales en coin, sont arrondies et finement dentées au sommet.
La tige est dressée ou ascendante, souvent unique.
Les ombelles forment une couronne régulière à 5 rayons, divisée en 3, puis 2. Glandes ovales et entières. Capsule à 3 coques, lisse, de 3 mm de diamètre.

## Caractéristiques
Organes reproducteurs
- Couleur dominante des fleurs : jaune
- Période de floraison : avril-décembre
- Inflorescence : cyathe
- Sexualité : monoïque
- Pollinisation : entomogame

Graine
- Fruit : capsule
- Dissémination : myrmécochore

Habitat et répartition
- Habitat type : annuelles commensales des cultures sarclées basophiles, médioeuropéennes, mésothermes
- Aire de répartition : cosmopolite

Données d'après : Julve, Ph., 1998 ff. - Baseflor. Index botanique, écologique et chorologique de la flore de France. Version : 23 avril 2004.